# Barnard (Missouri)
Pour les articles homonymes, voir Barnard.
Barnard est une ville du comté de Nodaway, dans le Missouri, aux États-Unis,. Fondée en 1870, elle est située au sud du comté et incorporée en 1881.

## Démographie
Lors du recensement de 2010, la ville comptait une population de 221 habitants. Elle est estimée, en 2016, à 206 habitants.

### Source de la traduction
- (en) Cet article est partiellement ou en totalité issu de l’article de Wikipédia en anglais intitulé « Barnard, Missouri » (voir la liste des auteurs).